# Лаймстон (округ, Алабама)
Ла́ймстон (англ. Limestone County) — округ в штате Алабама, США. Официально образован 6 февраля 1818 года. По состоянию на 2010 год, численность населения составляла 82 782 человека. Административный центр округа — Атенс.

## География
По данным Бюро переписи США, общая площадь округа равняется 1 572,132 км2, из которых 1 450,401 км2 суша и 47,000 км2 или 7,800 % это водоемы.

### Соседние округа
|           |          | Джайлс (шт. Теннесси) | Линкольн (шт. Теннесси) |  |
| Лодердейл | север    | Мадисон               |                         |  |
| Лодердейл | Лаймстон | Мадисон               |                         |  |
| Лодердейл | юг       | Мадисон               |                         |  |
| Лоренс    |          | Морган                |                         |  |

## Население
По данным переписи населения 2000 года в округе проживает 65 676 жителей в составе 24 688 домашних хозяйств и 18 219 семей. Плотность населения составляет 0,00 человек на км2. На территории округа насчитывается 26 897 жилых строений, при плотности застройки около 0,00-ти строений на км2. Расовый состав населения: белые — 78,79 %, афроамериканцы — 15,33 %, коренные американцы (индейцы) — 0,46 %, азиаты — 0,35 %, гавайцы — 0,02 %, представители других рас — 1,14 %, представители двух или более рас — 0,91 %. Испаноязычные составляли 2,65 % населения независимо от расы.
В составе 34,80 % из общего числа домашних хозяйств проживают дети в возрасте до 18 лет, 60,00 % домашних хозяйств представляют собой супружеские пары проживающие вместе, 10,40 % домашних хозяйств представляют собой одиноких женщин без супруга, 26,20 % домашних хозяйств не имеют отношения к семьям, 23,40 % домашних хозяйств состоят из одного человека, 8,90 % домашних хозяйств состоят из престарелых (65 лет и старше), проживающих в одиночестве. Средний размер домашнего хозяйства составляет 2,55 человека, и средний размер семьи 3,02 человека.
Возрастной состав округа: 24,90 % моложе 18 лет, 8,80 % от 18 до 24, 32,10 % от 25 до 44, 23,10 % от 45 до 64 и 23,10 % от 65 и старше. Средний возраст жителя округа 36 лет. На каждые 100 женщин приходится 103,10 мужчин. На каждые 100 женщин старше 18 лет приходится 101,80 мужчин.
Средний доход на домохозяйство в округе составлял 45 146 USD, на семью — 0 USD. Среднестатистический заработок мужчины был 35 743 USD против 23 389 USD для женщины. Доход на душу населения составлял 17 782 USD. Около 9,80 % семей и 12,30 % общего населения находились ниже черты бедности, в том числе — 16,20 % молодежи (тех, кому ещё не исполнилось 18 лет) и 14,60 % тех, кому было уже больше 65 лет.